# Noc Aniołów
Noc Aniołów – singel Young Leosi, który został wydany 1 sierpnia 2024 za pomocą wytwórni BE Records za pośrednictwem Universtal Music Polska.
Nagranie otrzymało w Polsce status platynowej płyty 23 grudnia 2024

## Nagrywanie
Utwór został wyprodukowany, skomponowany i zrealizowany przez Jonatana. Za mix/mastering utworu odpowiada również Jonatan. Tekst do utworu został napisany przez Young Leosię.

## Twórcy
Opracowane na podstawie materiałów źródłowych.
- Young Leosia – tekst, wokal
- Jonatan – produkcja, kompozycja, realizacja, mix, mastering

## Lista utworów
- Digital download[2]

1. „Noc Aniołów” – 2:37

## Teledysk
Do utworu powstał teledysk, który udostępniono 2 sierpnia 2024 za pośrednictwem serwisu YouTube.

## Certyfikaty
| Kraj          | Certyfikat      | Sprzedaż |
| ------------- | --------------- | -------- |
| Polska (ZPAV) | platynowa płyta | 50 000+  |

## Notowania
W Polsce
- OLiS: 13[7]
- Spotify: 7[8]